# (30535) Sarahgreenstreet
(30535) Sarahgreenstreet est un objet de la ceinture principale intérieure découvert en 2001.

## Description
(30535) Sarahgreenstreet a été découvert le 17 juillet 2001 à la station Anderson Mesa, un des deux sites d'observation de l'observatoire Lowell en Arizona (États-Unis), par le programme Lowell Observatory Near-Earth-Object Search (LONEOS).

### Caractéristiques orbitales
L'orbite de cet astéroïde est caractérisée par un demi-grand axe de 1,93 ua, un périhélie de 1,87 ua, une excentricité de 0,03 et une inclinaison de 24,04° par rapport à l'écliptique. Du fait de ces caractéristiques, à savoir un demi-grand axe inférieur à 2 ua et un périhélie supérieur à 1,666 ua, il est classé, selon la JPL Small-Body Database, objet de la ceinture principale d'astéroïdes intérieure.

### Caractéristiques physiques
(30535) Sarahgreenstreet a une magnitude absolue (H) de 15,0 et un albédo estimé à 0,084.